# سیارک ۵۲۵۱
سیارک ۵۲۵۱ (به انگلیسی: 5251 Bradwood، نامگذاری:1985KA) پنج هزار و دویست و پنجاه و یکمین سیارک کشف شده‌است که در ۱۸ مه ۱۹۸۵ کشف شد.